# Literaturagent

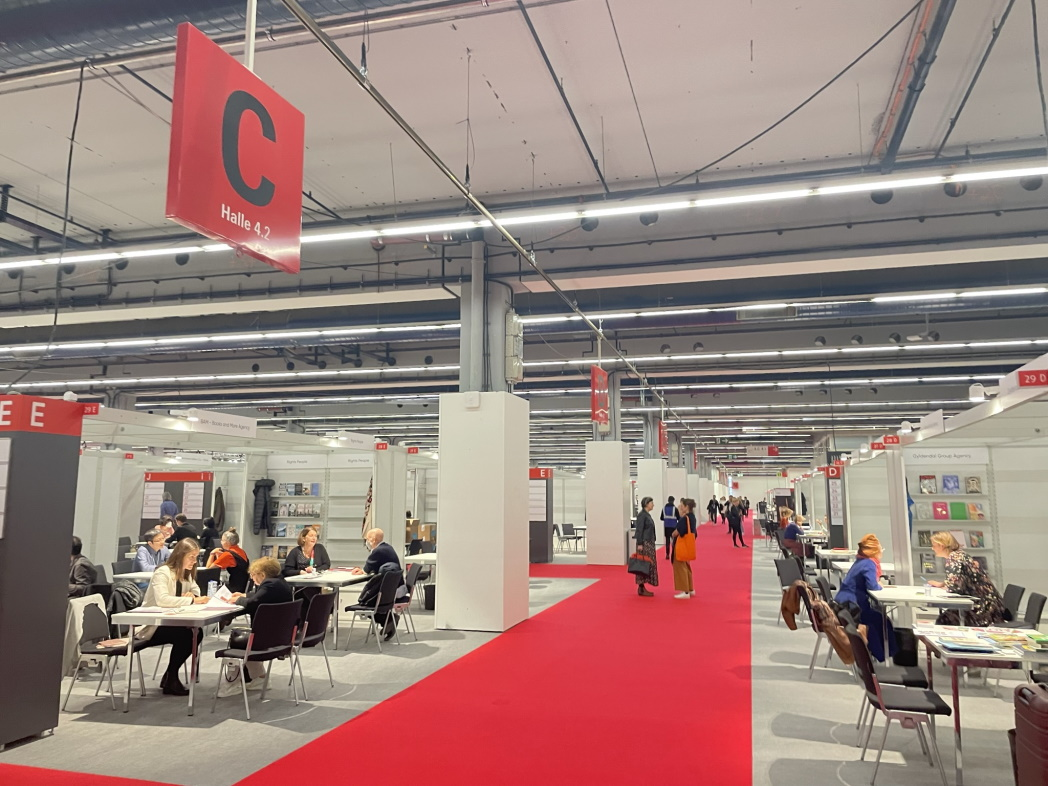
Das Literary Agents & Scouts Centre (LitAg) bei der Frankfurter Buchmesse 2022

Der Literaturagent ist ein Dienstleister, der Schriftsteller betreut und an Verlage und andere Medienunternehmen vermittelt. Seine Aufgabe ist, einen Rahmen zu schaffen, in dem Autor und Verlag miteinander arbeiten. Der Literaturagent handelt für die Manuskripte der von ihm vertretenen Schriftsteller Verträge aus, sucht Verlage für neue Bücher und Interessenten für Drittrechte (Verfilmung, Übersetzung, Audiorechte usw.).
Agenten behalten für ihre Leistungen eine Provision von ihren Mandanten ein, im Schnitt ca. 15 % des Autorenhonorars. Literaturagenten vertreten auch ausländische Verlage und Autoren. Deutschen Verlagen bieten sie dann die entsprechenden Übersetzungsrechte an.
Arbeitet ein Autor mit einem Agenten, muss der Lektor, wenn er an dem Manuskript interessiert ist, den Vertrag mit dem Agenten aushandeln. Autoren von Publikumsverlagen lassen sich häufiger von Literaturagenten vertreten als Autoren von Fachbuchverlagen.

## Aufgaben und Anforderungen
Das Aufgabenfeld von Agenten umfasst in der Regel drei Tätigkeiten. Es ist erstens die Manuskriptauswahl sowie Suchen von Verlegern für Veröffentlichungen, zweitens die Manuskriptbearbeitung und drittens das Aushandeln optimaler Vertragsbedingungen.
Literaturagenten sind auf den Buchmarkt spezialisiert und wissen, welche Verlage sich erfahrungsgemäß für welche Bücher interessieren bzw. eignen. Sie kennen sich mit den entsprechenden Verträgen, dem Urheberrecht und Lizenzen aus. Seriöse Agenten sind in Verlagen bekannt und kennen die Lektoren (bzw. die Lektorate).
Weniger seriöse Agenten verlangen von Autoren Zahlungen, lange bevor Verhandlungen mit Verlagen zum Erfolg führen. Der erfolgreiche Abschluss von Verträgen wird deshalb in der Folge zweitrangig; d. h., er entwickelt sich bestenfalls zum Profit für den Literaturagenten (siehe auch Zuschussverlag). Auch der ausbleibende Vermittlungserfolg kann den weniger seriösen Agenten kennzeichnen.
Das Beobachten des Markts ist für Agenten zentral, um passende Bücher zu angesagten Themen anzubieten.
In den letzten Jahren hat sich das Tätigkeitsfeld eines Literaturagenten verschoben. Während früher die Agenturen überwiegend als reine Buchmakler arbeiteten, fungieren sie heute meist als "vorgelagertes Lektorat" der von Ausdünnung betroffenen Buchverlage.

## Literaturagenten im Zeitschriftenmarkt
Auch im Yellow-Press-Bereich sind Literaturagenten tätig, die kurze Trivialliteraturtexte wie Krimis, Liebesgeschichten und so genannte „Wahre Geschichten“ (Bekenntnisse) gegen Provision an die Zeitschriften vermitteln. Manche Zeitschriften arbeiten ausschließlich über Literaturagenten, sodass ein Autor einen Agenten einschalten muss, um ins Geschäft zu kommen.

## Geschichte
In der Bundesrepublik beschäftigten sich Literaturagenten anfangs hauptsächlich mit der Vermittlung ausländischer Autoren an deutsche Verlage. Anders als in den USA, wo fast alle Autoren von Literaturagenturen betreut wurden, handelten in Deutschland die Verlage und die Autoren die Verträge direkt aus. Die Bedeutung der Literaturagenten beim Vermarkten von Manuskripten scheint allerdings in den letzten Jahren auch in Deutschland zuzunehmen.
Bereits ab den 1950er Jahren vermittelten das Ehepaar Gunhild und Ernst-Adolf Kunz unter dem Namen Ruhr-story Texte von Autoren wie Heinrich Böll, Günter Grass oder Ilse Aichinger an Zeitungen und Zeitschriften. Seit Ende der 1980er Jahre gründeten sich in Deutschland immer mehr Literaturagenturen, die deutsche Autoren betreuten und vermittelten.
In Skandinavien kamen Literaturagenturen vermehrt Anfang der 2000er Jahre auf, nachdem erste skandinavische Literatur vorwiegend in Deutschland populär wurde. Neben unabhängigen Verlagen gründeten die Verlage dort so genannte "In-House-Agenturen", die das Verkaufen der Rechte von Büchern ausgewählter Autoren ihres Verlagshauses als Aufgabe haben. Mit diesem lediglich in Skandinavien bekannten Modell der "In-House-Agenturen", das sich von herkömmlichen Rechte und Lizenzabteilungen unterscheidet, wollten die Verlage versuchen, dass die Gewinne, die durch den Rechteverkauf erzielt werden, auch dem Verlag zugutekommen. Es ist festzustellen, dass nach dem Aufkommen der Agenturen in Skandinavien, besonders in Schweden, die Lizenzabschlüsse zunahmen und skandinavische Literatur weltweit populärer wurde.